# Miłoszewo
Miłoszewo (dodatkowa nazwa w j. kaszub. Miłoszewò) – wieś kaszubska w Polsce, położona w województwie pomorskim, w powiecie wejherowskim, w gminie Linia i nad rzeką Łebą.
Wieś królewska w starostwie mirachowskim w województwie pomorskim w II połowie XVI wieku. W latach 1975–1998 miejscowość administracyjnie należała do województwa gdańskiego.
W miejscowości, jako jedna z 13 figur szlaku turystycznego „Poczuj kaszubskiego ducha" współfinansowanego ze środków unijnych znajduje  się rzeźba wykonana przez Jana Redźko na podstawie opracowania "Bogowie i duchy naszych przodków. Przyczynek do kaszubskiej mitologii" Aleksandra Labudy, przedstawiająca kaszubskiego demona zwanego Damk.

## Integralne części wsi
| SIMC    | Nazwa        | Rodzaj     |
| ------- | ------------ | ---------- |
| 0165540 | Cieszonko    | część wsi  |
| 0165557 | Jastrzębiec  | przysiółek |
| 0165570 | Karpaty      | przysiółek |
| 0165563 | Malinowy Rów | część wsi  |

## Historia
Miejscowość pod zlatynizowaną nazwą villa Milorstovo wymieniona jest w łacińskim dokumencie wydanym w Świeciu w 1283 roku sygnowanym przez księcia pomorskiego Mściwoja II.
Podczas zaboru pruskiego wieś nosiła nazwę niemiecką Miloschewo. Podczas okupacji niemieckiej nazwa Miloschewo w 1942 została przez nazistowskich propagandystów niemieckich (w ramach szerokiej akcji odkaszubiania i odpolszczania nazw niemieckiego lebensraumu) zweryfikowana jako zbyt kaszubska i przemianowana na nowo wymyśloną i bardziej niemiecką – Mielfurt.